# 46. Infanterie-Division (Wehrmacht)
Die 46. Infanterie-Division (46. ID), ab März 1945 46. Volksgrenadier-Division, war ein Großverband des Heeres der deutschen Wehrmacht.

## Divisionsgeschichte
Einsatzgebiete:
- Polen: September 1939 bis Mai 1940
- Frankreich: Mai 1940 bis Juni 1941
- Ostfront, Südabschnitt: Juni 1941 bis September 1944
- Ungarn, Tschechoslowakei: September 1944 bis März 1945

### Aufstellung
Die 46. ID wurde am 24. November 1938 als Teil der 1. Aufstellungswelle in Karlsbad im Sudetenland aufgestellt und im August 1939 mobilisiert. Sie war die letzte Division der 1. Aufstellungswelle. 

### Überfall auf Polen

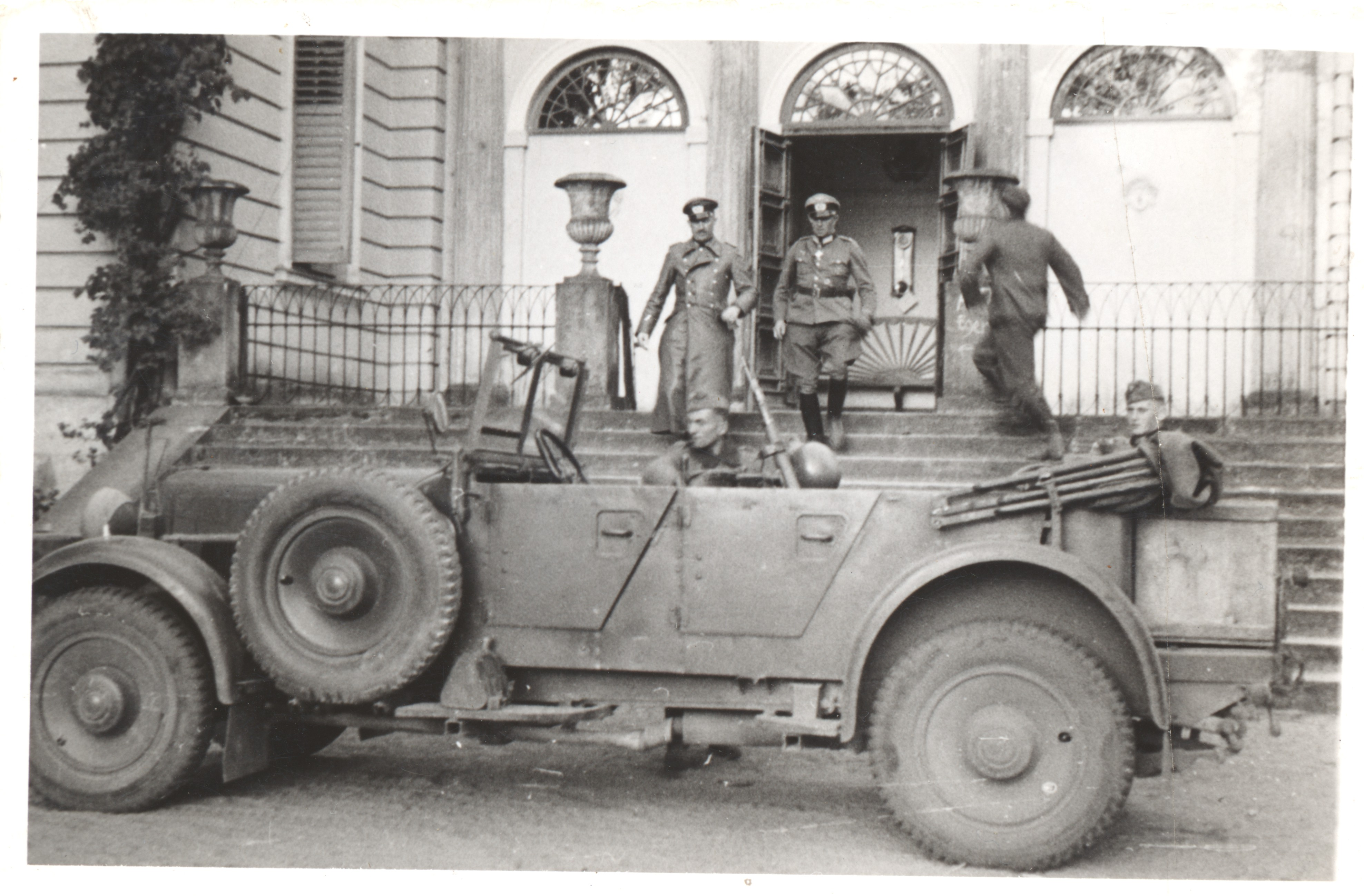
Paul von Hase (in Ledermantel auf Treppe) während des Polenfeldzuges, September 1939

Im September 1939 war die 46. Infanterie-Division als Teil des IV. Armeekorps der 10. Armee der Heeresgruppe Süd am Polenfeldzug beteiligt.

### Fall Gelb
Vom Mai bis Juni 1940 marschierte die 46. ID in Holland und Belgien ein, kämpfte dann an der Somme und dem Brückenkopf von Amiens. Von dort aus verfolgte die Division französische Truppen über die Flüsse Seine und Loire bis in das Département Maine-et-Loire.
Am 5. Juni 1940 wurde in einem Gefechtsbericht vom Westfeldzug gemeldet: „Während des schnellen Vorstoßes unserer Infanterie südlich der Somme, wurde es offensichtlich, dass wir häufig von der Flanke oder aus rückwärtigem Raum von Kolonialtruppen bedroht wurden, die sich überrennen ließen und dann im Hinterhalt erbittert kämpften.“ Diese französische Verteidigungstaktik (“hedgehog tactic”) galt den deutschen Truppen als verabscheuungswürdig und Unruhe stiftend, besonders wenn dunkelhäutige Soldaten, Tirailleurs sénégalais, beteiligt waren. Die folgenden Massaker an afrikanischen Kriegsgefangenen versuchten deutsche Offiziere damit zu rechtfertigen, dass sie die regulären Kolonialtruppen mit Partisanen gleichsetzten. Dunkelhäutige Gefangene wurden auch von der 46. ID häufig gar nicht erst gemacht, sondern auch wenn sie sich zu ergeben versuchten sofort erschossen. So heißt es in einem Bericht vom selben Tag: „Siebenundzwanzig Tirailleurs Sénégalais wurden erschossen, zwei Franzosen als Gefangene genommen.“

### Besatzungstruppe Frankreich
Im Frühjahr 1941 war die 46. ID Teil der Besatzungstruppen im besetzten Frankreich, bis sie über Rumänien nach Prilep verlegt wurde, wo sie als Reserve der 12. Armee für den Angriff auf Griechenland bereitgestellt wurde. Von dort aus ging es über den Banat in das Aufmarschgebiet der Heeresgruppe Süd nach Bessarabien. 

### Unternehmen Barbarossa

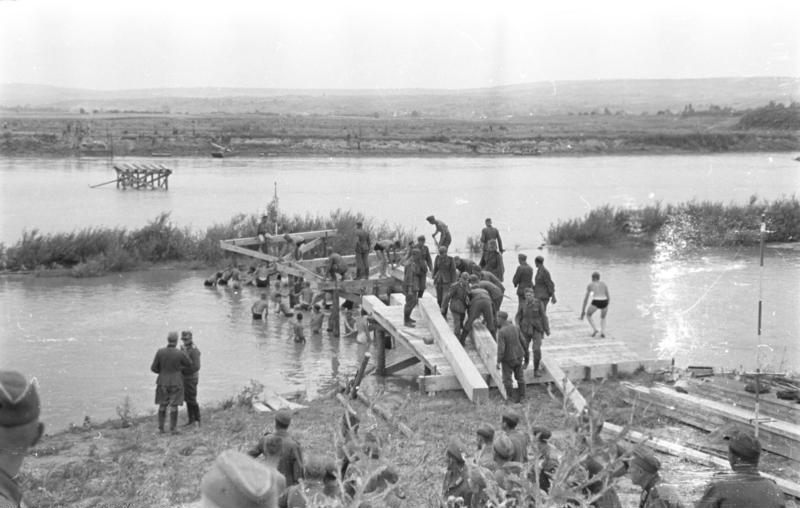
Der Fluss Pruth 1941

Im Verband der erst Anfang Juli 1941 angreifenden 11. Armee erfolgten im Rahmen des Unternehmens Barbarossa die Flussübergänge über den Pruth, Dnjestr und Bug. Dem XXX. Armeekorps unterstellt, erreichte die Division beim Vormarsch in der Südukraine Ende August den Dnepr bei Berislawl. Ende September erfolgte über die Landenge von Perekop der Durchbruch auf die Halbinsel Krim. Die 46. ID hatte im Rahmen des LIV. Armeekorps zusammen mit der 73. ID den Auftrag die Landenge auf einer Breite von sieben Kilometer im Frontalangriff zu nehmen. Dieses Unternehmen sollte nach dem Plan von Manstein als Türöffner dienen, damit nachfolgende Verbände, darunter auch Gebirgsjäger, sich fächerförmig auf der Krim ausbreiten konnten. Schon zu diesem Zeitpunkt wurde vermutet, dass die deutschen Kräfte für die Eroberung der stark verteidigten Krim nicht ausreichen würden. Die 46. Infanterie-Division nahm Armjansk und wurde über Dschankoi zum Vorstoß nach Kertsch vorgezogen und im Verband des XXXXII. Armeekorps an der Parpatsch-Stellung zum Küstenschutz auf der Halbinsel Kertsch eingesetzt.
Nach der überraschenden Landung starker Kräfte der Roten Armee Anfang 1942 an der Küste der Halbinsel Kertsch musste der gesamte Ostteil der Halbinsel aufgegeben werden. Die Division zog sich in den Raum Koy Assan/Wladislawowka zurück. Daraufhin wurde ihr vom Oberbefehlshaber der Heeresgruppe Süd folgendes Fernschreiben zugestellt:

„Ich spreche der 46. Division für das schlappe Zufassen bei der Anlandung der Russen auf der Halbinsel Kertsch sowie ihren übereilten Rückzug aus der Halbinsel die soldatische Ehre ab. Auszeichnungen und Beförderungen sind bis auf weiteres gesperrt. Dieses Fernschreiben ist nur bis zu den Regimentskommandeuren einschließlich bekanntzugeben.“

Auf Grund des Protests des Divisionskommandeurs und der Regimentskommandeure wurde der Division vom Nachfolger von Generalfeldmarschall von Reichenau folgendes Fernschreiben übersandt:

„Ich spreche der 46. Division für die seit Anfang Januar hervorragenden Leistungen bei den Abwehrkämpfen in der Landenge meine ganz besondere Anerkennung aus und sehe entsprechenden Vorschlägen für Beförderungen und Auszeichnungen entgegen.“

Am 30. März 1942 wurde die 46. ID noch als zur Abwehr voll geeignet, also für Defensivoperationen voll einsatzfähig, eingestuft. Sie hatte zu diesem Zeitpunkt noch neun schwache Infanterie-Bataillone und noch ca. die Hälfte ihrer schweren Waffen und Divisionsartillerie. Drei Bataillone vom IR 122 und IR 105 wurden der Division angegliedert. Im Mai 1942 beteiligte sich die Division dann an der Wiedereroberung der Halbinsel Kertsch und übernahm anschließend wieder den Küstenschutz auf der Halbinsel. Vom Juli bis August 1942 wurden Sicherungsaufgaben auf der Krim ausgeführt, bis im September 1942 eine Offensive auf den Kaukasus erfolgen sollte.

### Kaukasus
Die 46. ID nahm infolge der Operation Edelweiß am Angriff im Kaukasus teil, sie brach auf die Taman-Halbinsel ein, stieß bis Tuapse vor und kämpfte am westlichen Rand des Gebirges bis zum Hochkaukasus.
Im März 1943 musste die Division nach der Räumung des Kaukasus und dem Rückzug auf den Kuban-Brückenkopf reorganisiert werden. Mit Transportmaschinen wurde die 46. ID im April 1943 auf die Krim zurückgeflogen und sollte im rückwärtigen Gebiet aufgefrischt werden. Vom April bis August 1943 wurde die Division in schwere Abwehrkämpfe bei Isjum verwickelt und musste sich im Spätsommer 1943 vom Donez bis zum Dnepr zurückziehen. Im Januar 1944 begannen die verlustreichen Abwehr- und Rückzugskämpfe in der Südukraine, wobei sich die Kämpfe im Februar/März 1944 in der Region Kriwoj Rog verdichteten. Unter großen Verlusten zog sich die Division über die Flüsse Bug und Pruth in Richtung Westen zurück, bis sie im Raum Roman-Jassy von sowjetischen Verbänden gestellt wurde. Die 46. ID entkam über die Karpaten nach Ungarn, bis sie auch dort von der vorrückenden Roten Armee in Gefechte in der Puszta und der Theiß-Ebene verwickelt wurde. Von Oktober bis Dezember 1944 wurde im Mátra-Gebirge, Donau und Theiß gekämpft, bis Budapest von der Sowjetarmee erobert wurde. 

## 46. Volksgrenadier-Division

### Aufstellung durch Umbenennung
Die 46. ID wurde im März 1945 zur 46. Volksgrenadier-Division umbenannt, als sie die „Margarethe-Stellung“ zwischen Budapest und Plattensee verteidigte. 

### Kapitulation
Nach dem Einsatz am Plattensee zog sie sich über Mähren zurück und kapitulierte vor der Roten Armee in Deutsch-Brod.

## Kriegsverbrechen
Während der Kämpfe vom Mai bis Oktober 1942 in Kertsch verwendete das Pionier-Bataillon 88 im Steinbruch Adzhimushkay Benzin gegen mehrere tausend Soldaten und Flüchtlinge unter Oberst Yagunow, die in den Katakomben Unterschlupf gesucht hatten.
Quellen zur 46. Infanterie-Division finden sich im Bundesarchiv-Militärarchiv (BA-MA RH2/429).

## Personen
| Dienstzeit                            | Dienstgrad      | Name              |
| ------------------------------------- | --------------- | ----------------- |
| 26. August 1939 bis 24. Juli 1940     | Generalleutnant | Paul von Hase     |
| 24. Juli 1940 bis 17. September 1941  | Generalleutnant | Karl Kriebel      |
| 17. September 1941 bis 26. März 1942  | Generalleutnant | Kurt Himer        |
| 5. April 1942 bis 7. Februar 1943     | Generalmajor    | Ernst Haccius     |
| 7. Februar 1943 bis 13. Februar 1943  | Generalleutnant | Arthur Hauffe     |
| 13. Februar 1943 bis 27. Februar 1943 | Oberst          | Karl von Le Suire |
| 27. Februar 1943 bis 20. August 1943  | Generalleutnant | Arthur Hauffe     |
| 20. August 1943 bis 10. Juli 1944     | Generalleutnant | Kurt Röpke        |
| 10. Juli 1944 bis 26. August 1944     | Oberst          | Hugo Ewringmann   |
| 26. August 1944 bis 8. Mai 1945       | Generalmajor    | Erich Reuter      |

| Dienstzeit                               | Dienstgrad     | Name                              |
| ---------------------------------------- | -------------- | --------------------------------- |
| 15. Juni 1939 bis 17. Juni 1940          | Oberstleutnant | Ottomar Babel                     |
| 17. Juni 1940 bis 30. September 1940     | Hauptmann      | Walter Reissinger                 |
| 30. September 1940 bis 11. Dezember 1941 | Oberstleutnant | Reinhard Petri                    |
| 11. Dezember 1941 bis 6. Januar 1942     | –              | unbekannt                         |
| 6. Januar 1942 bis 20. Mai 1942          | Oberstleutnant | Reinhard Petri                    |
| 20. Mai 1942 bis 1. Dezember 1942        | Oberstleutnant | Harry Pinski                      |
| 1. Dezember 1942 bis 15. April 1944      | Oberstleutnant | Günther Oetjen                    |
| 15. April 1944 bis 10. Januar 1945       | Oberstleutnant | Hans Tümpling                     |
| 10. Januar 1945 bis 10. Februar 1945     | Major          | Wernher Freiherr von Schönau-Wehr |
| 10. Februar 1945 bis 8. Mai 1945         | Major          | Ludwig Wierz                      |

## Auszeichnungen
Insgesamt wurden 33 Angehörige der 46. ID mit dem Ritterkreuz und 130 mit dem Deutschen Kreuz in Gold ausgezeichnet.

## Gliederung
| 1939                                                    | 1942                     | 1943–1945                |
| ------------------------------------------------------- | ------------------------ | ------------------------ |
| Infanterie-Regiment 42                                  | Grenadier-Regiment 42    | Grenadier-Regiment 42    |
| Infanterie-Regiment 72                                  | Grenadier-Regiment 72    | Grenadier-Regiment 72    |
| Infanterie-Regiment 97                                  | Grenadier-Regiment 97    | Grenadier-Regiment 97    |
| Aufklärungs-Abteilung 46                                | Radfahr-Abteilung 46     | Füsilier-Bataillon 46    |
| Artillerie-Regiment 115                                 | Artillerie-Regiment 114  | Artillerie-Regiment 114  |
| Panzerabwehr-Abteilung 52                               | Panzerjäger-Abteilung 52 | Panzerjäger-Abteilung 52 |
| Pionier-Bataillon 88                                    |                          |                          |
| Nachrichten-Abteilung 76                                |                          |                          |
| Kommandeur der Infanterie-Divisions-Nachschubtruppen 46 |                          |                          |
| Feldersatz-Bataillon 46                                 |                          |                          |

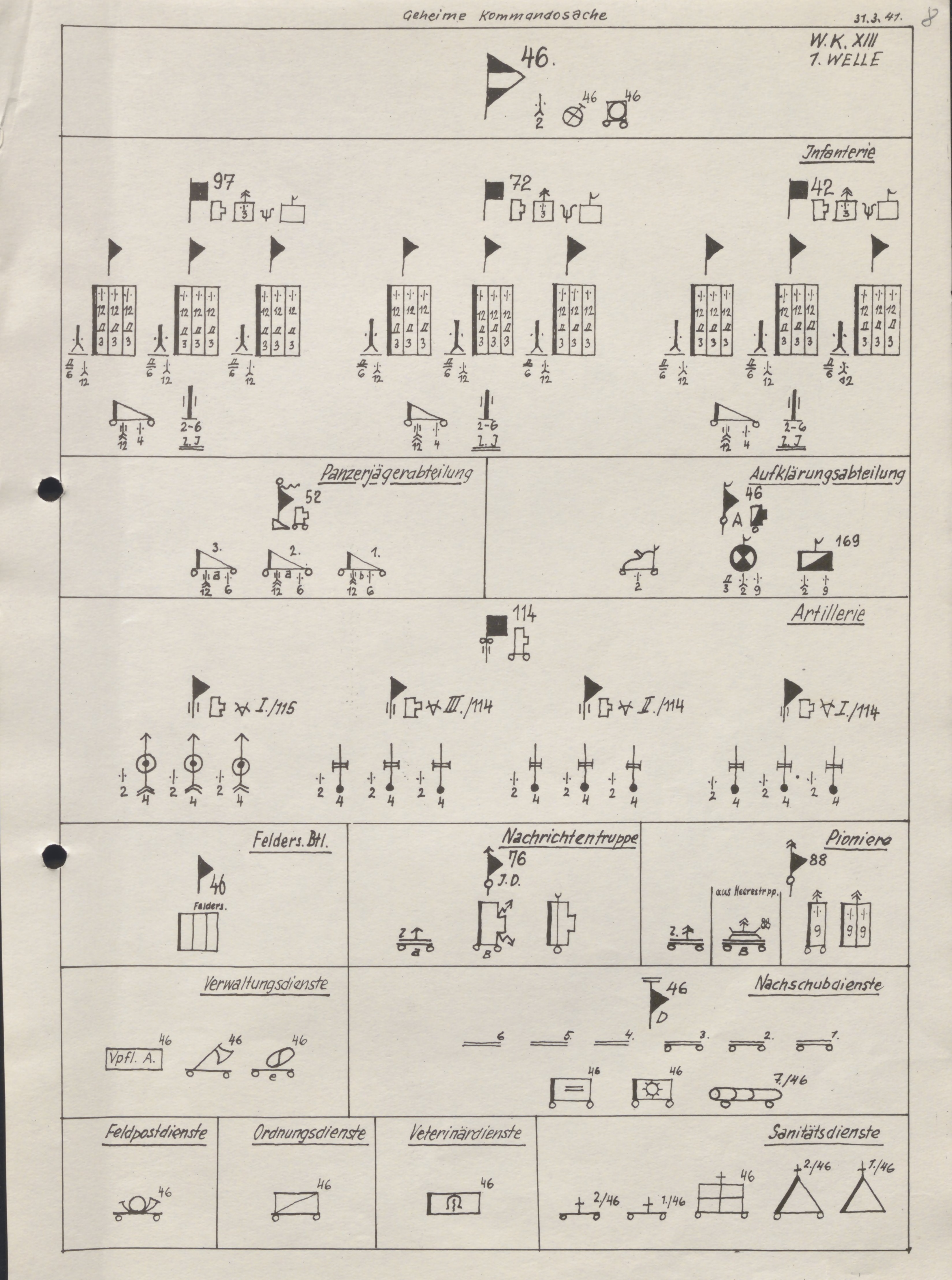
Gliederung der 46. Inf. Div. am 31. März 1941, taktische Zeichen

Das Artillerie-Regiment 115 bestand aus drei Artillerie-Abteilungen des AR 114 und der I. Artillerie-Abteilung des AR 115. Ab 1942 wurde AR 115 durch AR 114 ersetzt.

## Bekannte Divisionsangehörige
- Martin Karl (1911–1942), war ein Olympiasieger im Rudern